# Vanessa martha
Vanessa martha är en fjärilsart som beskrevs av Christian Friedrich Stephan 1923. Vanessa martha ingår i släktet Vanessa och familjen praktfjärilar. Inga underarter finns listade i Catalogue of Life.